# Чайки (Псковская область)
Чайки — деревня в Себежском районе Псковской области России. Входит в состав городского поселения Идрица.

## География
Расположена на северо-восточном берегу озера Чайки или Утуга, в 45 км (напрямую или в 70 км по дорогам) к юго-востоку от города Себеж и в 14 км к юго-востоку от бывшего волостного центра Бояриново.

## История
В 1941—1944 гг. деревня находилась под фашистской оккупацией войсками Гитлеровской Германии.
До 1995 года деревня возглавляла Чайкинский сельсовет. Постановлением Псковского областного Собрания депутатов от 26 января 1995 года все сельсоветы в Псковской области были переименованы в волости, так деревня возглавила АТЕ Чайкинскую волость.
Согласно Закону Псковской области от 28 февраля 2005 года Чайкинская волость была упразднена и деревня Чайки вошла в состав образованного муниципального образования «Бояриновская волость».
В 2015 году Бояриновская волость, вместе с населёнными пунктами, была влита в состав городского поселения Идрица.

## Население
| 2001 | 2002 | 2010 |
| ---- | ---- | ---- |
| 39   | →39  | ↘26  |

Численность населения деревни по оценке на начало 2001 года составляла 39 жителей.

## Инфраструктура
Развито сельское хозяйство, личное подсобное хозяйство.

## Транспорт
Проходит автодорога общего пользования местного значения « Идрица-Чайки».